# آلامیلو (نیومکزیکو)
آلامیلو، نیومکزیکو (به انگلیسی: Alamillo) یک محدوده ثبت‌نشده در ایالات متحده آمریکا است که در شهرستان ساکورو، نیومکزیکو واقع شده‌است. آلامیلو ۱۰۲ نفر جمعیت دارد و ۱٬۴۲۵٫۸۷ متر بالاتر از سطح دریا واقع شده‌است.